# Koňské encefalomyelitidy

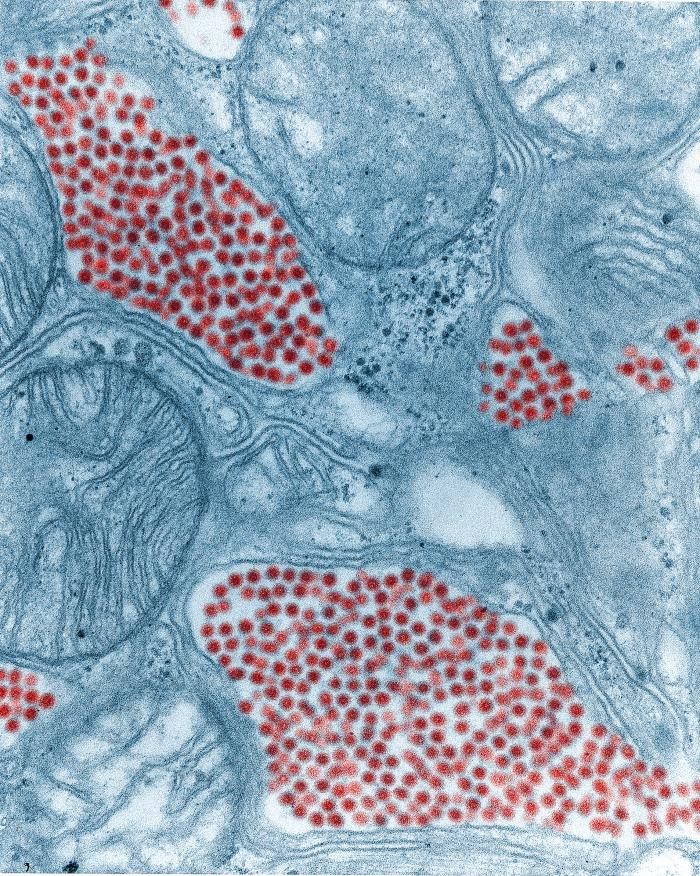
Virus EEE pod elektronovým mikroskopem

Koňské encefalomyelitidy východního typu (angl. Eastern equine encephalomyelitis, EEE) a západního typu (Western equine encephalomyelitis, WEE) představují nakažlivá onemocnění jednokopytníků, přenosná i na člověka. Virus EEE byl poprvé izolován ve východních oblastech USA v roce 1933 z mozku koně s encefalitidou. Infekce probíhá u lidí za příznaků klasické chřipky. Sezónní výskyt nemoci, zejména v období léto – podzim, koreluje s nárůstem populace ornitofilních komárů (živících se na ptácích) v bažinatých oblastech východně od řeky Mississippi, v Louisianě, Texasu i dalších státech USA. Infekce většinou probíhají inaparentně, s týden trvající virémií a následně dlouhodobou imunitou.
Virusy EEE i WEE nebo specifické protilátky byly prokázány u více než 60 druhů ptáků. Virusy se šíří z komárů na migrující ptáky, kteří slouží jako přenašeči virů nebo jako jejich rezervoár v přírodě. V roce 1938 byl virus EEE identifikován jako příčina onemocnění u faremních bažantů, následně pak bylo onemocnění pozorováno také u dalších ptáků.

## Příčiny nemoci (etiologie)
Původcem koňských encefalomyelitid východního i západního typu jsou arboviry z rodu Alphavirus, čeleď Togaviridae. Oba virusy mají mnoho společných vlastností.

### Laboratorní systémy
Virusy se pomnožují v novorozených myškách, jednodenních kuřatech, kuřecích embryích nebo buněčných kulturách (embryonální buňky kuřat, kachňat nebo Vero buňky či BHK-21). Identifikace izolátu se provádí neutralizačním testem, hemaglutinačně inhibičním testem, komplement fixací nebo ELISA testy.

## Vznik a šíření nemoci (epizootologie)

### Přirozený a experimentální hostitel
Přirozeným hostitelem virů EEE i WEE může být mnoho druhů ptáků, zejména ale volně žijící drobní pěvci, kteří většinou neonemocní, ale slouží jako rezervoárový hostitel a zdroj infekce pro domácí ptáky, zvířata i člověka. Domácí drůbež, podobně jako jednokopytníci a lidé, jsou spíše náhodnými hostiteli. Klinicky zjevné onemocnění EEE, doprovázené vysokou mortalitou, bylo popsáno u bažantů, orebic čukar (Alectoris graeca), holubů, krůt, kachen, pštrosů emu a amady Gouldové.

### Přenos
Onemocnění má sezónní charakter a je nejčastěji pozorováno ve východních státech Severní a Jižní Ameriky v období zvýšeného výskytu komárů. Za hlavní přenašeče viru EEE jsou považováni ornitofilní komáři Culiseta melanura; u viru WEE Culex tarsalis. Virus EEE byl také prokázán u dalších druhů komárů včetně Aedes sollicitans, Coquilletia perturbans, Culex pancossa, C. dunni a C. sacchettae, a také u roztočů, všenek, Simuliidae a pakomárců Culicoides spp. Komár C. melanura je nejpravděpodobnější vektor odpovědný za přenos na drůbež a pernatou zvěř. Přenos na savčí druhy je většinou zprostředkováván jinými druhy komárů jako Aedes spp. a Coquilletia spp., kteří parazitují na ptácích i na savcích.
Mezi bažanty může docházet k přímému přenosu viru EEE také při oštipování peří nebo kanibalismu; kauterizace zobáků úspěšně brání šíření nemoci. U krocanů byl prokázán přenos viru semenem, které bylo infekční pro krůty po umělé inseminaci.

## Projevy nemoci (symptomatologie)

### Klinika
Klinické příznaky se mohou částečně lišit podle druhu postižených ptáků. Obecně ale dominují příznaky svědčící o postižení CNS (encefalomyelitida), které mohou, ale nemusí být doprovázeny příznaky poškození viscerálních orgánů; ale stejně tak tomu může být naopak. Průběh nemoci je většinou akutní, mortalita může dosahovat až 80 % (zejména u mladých ptáků).
U ptáků se objevují netečnost, ospalost, nekoordinované pohyby, tortikolis (stočení hlavy k jedné straně krku), parézy až paralýzy končetin a křídel, tremor, polydipsie, příp. dýchací potíže (amada Gouldové). U chovných krůt byl pozorován pokles snášky a zvýšený výskyt bílých vajec s tenkou skořápkou nebo i bez skořápky. U mladých pštrosů emu také krvavý průjem a před úhynem zvracení potravy s příměsí krve.

## Diagnostika
Diagnostika koňských encefalomyelitid je založena na klinickém průběhu nemoci, izolaci a identifikaci původce a sérologicky. Pitva i vyšetření podezřelých ptáků by se měly provádět za přísných bezpečnostních opatření!
Diferenciální diagnostika. EEE je nutné odlišit od jiných onemocnění projevujících se nervovými příznaky, případně u krůt i poklesem snášky, jako jsou Newcastleská nemoc, aviární encefalomyelitida, botulismus, listerióza, chřipka ptáků a rhinotracheitida krůt.

## Terapie a prevence
Specifická léčba neexistuje. Nejdůležitější formou prevence je redukce komárů chemicky nebo vhodnou úpravou chovného prostředí. Vakcíny proti encefalomyelitidě koní se u ptáků neosvědčily, specifické preparáty pro ptáky zatím neexistují.